# 5129 Groom
5129 Groom è un asteroide della fascia principale. Scoperto nel 1989, presenta un'orbita caratterizzata da un semiasse maggiore pari a 2,3791753 UA e da un'eccentricità di 0,0848076, inclinata di 10,35014° rispetto all'eclittica.